# 松澤仁晶
松澤 仁晶（まつざわ ひろあき、1964年7月23日 - ）は、日本の俳優。東京都出身。身長177cm、体重67kg。エンパシィ所属。

## 人物
劇団「パノラマ歓喜団」に旗揚げから参加していた。
劇団「ハラホロシャングリラ」で活動していた。
1989年から1999年頃までプロダクション人力舎に所属し、バラライカとして活動。
趣味はパソコン。特技はコント。
2025年8月1日に弘晶と改名

## 出演

### テレビドラマ

#### NHK
- 妻の卒業式（2004年）- デパート担当者 勝田
- 大河ドラマ
  - 平清盛（2012年） - 院の近臣
  - 麒麟がくる（2020年)
- 連続テレビ小説
  - あまちゃん（2013年） - 刑事
  - おかえりモネ（2021年） - 番組デスク

#### 日本テレビ系列
- ナースマン（2002年）
  - Shin-D 平成夫婦茶碗外伝・成田家の人々 - 店長
- 火曜サスペンス劇場 だます女だまされる女 第9作「シロサギは静かに笑う」（2006年6月13日）
- 怖い日曜日〜2000〜 コンビニ（2000年11月5日）
- 未来創造堂 第28回 - 花咲満
- 死体生活（2000年）- 斑目譲二
- セクシーボイスアンドロボ（2007年）
- 秘密諜報員 エリカ 第2話（2011年10月13日） - 田中
- ネメシス（2021年） - 近藤課長

#### TBSテレビ系列
- 新天までとどけ 第7話 - 中山
- かくれんぼう - 事務員
- 警視庁南平班〜七人の刑事〜第1作（2009年8月2日） - 滝沢（那須テニス倶楽部 スタッフ）
- サラリーマン金太郎4 第8話（2004年3月4日） - 担当者
- ガチバカ 第5話（2006年2月16日） - レポーター
- ハンチョウ〜警視庁安積班〜 第8話（2012年5月28日） - スミレ銀行渋谷支店 主任調査役 大石治
- ウルトラマンシリーズ
  - ウルトラマンコスモス（MBS制作） 第18話 - 役人
  - ウルトラマンマックス（CBC制作） 第18話 - ネオンサイン関係会社社員
  - ウルトラマンメビウス（CBC制作） 第1・37話 - 警察官
- 月曜ミステリー劇場→月曜ゴールデン
  - ホステス探偵危機一髪6（2004年5月31日）[3]
  - 捜査指揮官 水城さや3（2015年5月25日） - 大沢由紀夫

#### フジテレビ系列
- アフリカの夜 第10話（1999年6月17日） - 警察官
- ナースのお仕事3 第1・2・22話（2000年） - 患者
- HERO 第9話（2001年3月5日） - 今岡公夫 役
- カバチタレ! 第9話（2001年3月8日） - 客A
- ファイティングガール 第2話（2001年7月11日） - ガソリンスタンド店長
- スタアの恋 第5話（2001年11月8日） - 面接官
- モナリザの微笑 第2話（2000年1月19日） - 運転手
- あたたかなお皿（2001年12月25日） - 山田
- ロケットボーイ 第1話（2001年1月10日） - 責任者
- ホーム&アウェイ 第1・4話（2002年） - ナナの父
- いつもふたりで 第1話（2003年1月6日） - 警官
- 美女か野獣 第8話（2003年2月27日） - マネージャー
- 離婚弁護士 第5話（2004年5月13日） - 雑誌記者
- X'smap〜虎とライオンと五人の男〜（2004年12月25日） - コック
- 金曜エンターテイメント 新・細うで繁盛記（2006年1月20日） - 今田課長 役
- 医龍 第4話（2006年5月4日） - 入江道也 役
- 真珠夫人（2002年） - 刑事
- まだ結婚できない男（2019年） - 篠田遼一 役
- 悪魔の弁護士　御子柴礼司（2019年） - 遠山裁判長 役
- GTOリバイバル（2024年） - パパ活サラリーマン後藤
- アンメット ある脳外科医の日記 第9話（2024年6月10日、関西テレビ・フジテレビ） - 工藤理事 役[4]

#### テレビ朝日系列
- 外科医柊又三郎（1995年）
- はみだし刑事情熱系 第4シリーズ（1999年） - 南田啓吾
- 仮面ライダーシリーズ
  - 仮面ライダー龍騎 第11話（2002年） - 清明院大学・総務課から現れる男性
  - 仮面ライダー電王 第21・22話（2007年） - 飯嶋課長
  - 仮面ライダーキバ 第34話（2008年） - 部下
  - 仮面ライダー鎧武/ガイム 第9話（2013年） - 作業服の男
- スーパー戦隊シリーズ
  - 爆竜戦隊アバレンジャー 第6話（2003年） - マネージャー
  - 轟轟戦隊ボウケンジャー 第24話（2006年） - 熊の着ぐるみの男性
  - 炎神戦隊ゴーオンジャー 第11話（2008年） - 司会者
  - 天装戦隊ゴセイジャー 第17話（2010年） - 秘書
- 土曜ワイド劇場 救急救命士・牧田さおり2（2003年5月31日） - 記者
- 相棒シリーズ
  - season 2 第12話「クイズ王」（2004年1月14日） - クイズ番組のMC
  - Season 5 第10話「名探偵登場」（2005年12月14日） - コンビニの店長
  - Season 9 第14話「右京のスーツ」（2011年2月2日） - 乾井昭弘
  - Season 14 第16話「右京の同級生」（2016年2月17日） - 犀川武彦の部下
  - SEASON 23 第1話・第2話（2024年10月16日・10月23日） - 大久保利通
- 富豪刑事デラックス（2006年） - 高橋邦夫
- 遺留捜査 第10話（2011年）- スーパー店長
- Answer〜警視庁検証捜査官 第4話（2012年4月18日）- 医師 役
- 警部補 矢部謙三2 第4話（2013年8月2日） - 難波和人
- 刑事7人（2017年） - 太田聡
- 家政夫のミタゾノ
  - 第2シリーズ 第6話（2018年） - 田楠納
  - 第6シリーズ 第4話（2023年） - 神田春樹
- 特捜9
  - （2018年） - キャリア組の警察署長
  - （2019年） - 田中（ホテルのフロント係）
- やすらぎの刻〜道 第134話（2019年）
- 和田家の男たち 第3話（2021年11月5日） - 上司

#### テレビ東京系列
- 宮本武蔵3 - 松公
- 下北GLORY DAYS 第10話（2006年6月23日） - 庄司
- ウルトラQ dark fantasy 第1話（2004年4月6日） - 松崎勝一郎
- ケータイ捜査官7 第4話（2008年4月23日）
- 水曜ミステリー9 刑事長1（2013年） - 山中光夫
- マルホの女〜保険犯罪調査員〜 第3話（2014年4月25日） - 田中茂
- トカゲの女 警視庁特殊犯罪バイク班3（2017年） - 平井護
- ディアマイベイビー〜私があなたを支配するまで〜（2025年4月5日 - ） - 田所監督 役[5]

#### BS-TBS
- ケータイ刑事 銭形シリーズ
  - ケータイ刑事 銭形泪 2ndシリーズ 第9話（2004年5月30日）[6]
  - ケータイ刑事 銭形雷 1stシリーズ 第4話（2006年1月22日）[7]

#### WOWOW
- Seven's  Face（2000年） - 刑事
- ソロモンの偽証（2021年）- 高橋博
- だから殺せなかった（2022年） - 赤木圭佑

#### 宮古テレビ
- 太陽 〜てぃだ〜 - 村上清太郎

### 配信ドラマ
- REAL 恋愛殺人捜査班 Episode.3 - 4（2024年7月12日・19日 - 、FOD） - 高校教師 役

### 映画
- オーバードライヴ（2004年10月2日） - ステージアナウンサー
- 遊びの時間は終わらない（1991年） - 黒部
- エコエコアザラク - レポーター
- TOKYO 10+01 TOKYO ELEVEN（2002年8月3日） - プリンス
- もうひとりいる（2002年） - 武藤広芳
- ウルトラマンコスモスVSウルトラマンジャスティス THE FINAL BATTLE（2003年）
- Hard Luck Hero（2003年） - 車を盗まれる男
- Is-A（2004年） - うさぎの叔父
- 運命じゃない人（2005年） - レストラン店長
- ポチの告白（2005年） - 事務官
- 探偵事務所5（2005年）第2話「探偵522 〜失楽園 Paradise Lost〜」 - 浮気する男
- 花田少年史（2006年） - ソムリエ
- 山桜（2008年）- 治平
- 僕の彼女はサイボーグ（2008年） - 支配人
- クロサギ（2008年）- 入国審査官
- 重力ピエロ（2009年）- 同僚
- 新宿区歌舞伎町保育園（2009年）- 会計士
- 完全なる飼育 メイド、for you（2010年）- 田所学
- リアル鬼ごっこ２（2010年） - 父親
- ハナミズキ（2010年）- 面接官
- 踊る大捜査線 THE MOVIE3 ヤツらを解放せよ!（2010年）- 知能犯係長　蜂須賀
- 家族X（2010年） - 喫煙所の社員・沢田
- あしたのジョー（2011年）- 計量係
- 小川の辺（2011年）- 塩屋主人
- 指輪をはめたい（2011年）- 運転手
- 僕等がいた 前編（2012年）- 面接官
- シン・ゴジラ（2016年） - 財務大臣 鵜飼真一朗[8][1]
- 犬部!（2021年7月22日） - 亀山隆
- シュシュシュの娘（2021年8月21日） - 佐川宣人
- 法廷遊戯（2023年11月10日）- 喜多祐介
- あんのこと（2024年6月7日）- 吉井健一
- ひどくくすんだ赤（2024年7月26日（製作2022年[9]））- 主演・吉田[10]

### Vシネマ
- 疼くのど（1999年） - 主演・山崎浩介
- 硬派パチンコ銀次郎 - 会社員
- とても優しい隣人たち（2000年） - 宝田誠一
- 熱血!二代目商店街 - 青果店の客
- 夜のインストラクター 終わりなき調教（1999年製作）- 竹田則之
- 夫のいない昼下がり 許されない人妻の情事（2001年製作）- 佐々木光男
- 令嬢強奪（2002年）- 佐々木玄
- 首領の道6・7（2013年） - 有森秀治
- 組織暴力 対 官僚（2013年） - 三友銀行 融資担当 滝沢正和
- 極道の紋章 外伝2（2014年） - オカダ（社長）
- 西日本最大の抗争（2014年） - 刑事　瀧本貢
- 盃外交（2014年） - 侠眞会理事 森本組組長 吉村弘毅
- 日本統一6（2014年） - 大阪 大和会若頭 大津康雄
- 極潰し（2014年） - 三上
- 三代目代行3（2014年） - 赤星組若頭補佐 徳山勝利
- 首領の道14・15（2015年） - 二代目連城組若頭 赤松
- 三代目代行4（2015年） - 神奈川県警 刑事
- 修羅の分裂（2015年） - 長野 花田組組長
- 新・極道の紋章4・5（2015年） - 七代目駿河黒政一家
- 新・極道の紋章6・7（2015年） - タヅカの会社の相談役
- 新・極道の紋章8（2016年） - コレマサ
- 九州極道戦争（2016年） - 南島 山南組幹部
- 関東極道連合会 第二章（2015年） - 小杉井一家総長 水森信夫
- プラチナ代紋1（2016年） - 吉村にやられた男
- 強者(ツワモノ)1・2・3（2017年） - コロッケ屋
- 双頭の龍（2017年） - 社長（花幸一家の企業舎弟）
- 極道黙示録1,2（2017年,2018年） - 芸能興業協会会長 羽生
- 極道の門 第一部（2018年） - 大阪地方裁判所 裁判長
- 麻雀覇道伝説 天牌外伝2（2018年） - 経営者
- 日本統一33（2019年） - 民衆党石田代議士の秘書 キシモト
- 日本統一47・48（2021年） - 海老島浩文（毒舌タレント、元・芸人）
- 日本極道戦争 第九章・第十章（2021年）- 神征会 阪神連合幹部 木村組組長 木村和義
- 下町任侠伝 鷹3・4（2021年） - 商店会会長

### CM
- NTT DoCoMo Camesse Petit/家族内メール無料シリーズ
- マイクロソフト 2006マニフェスト編
- ナカジマ
- 森永製菓 プチブレット
- 高橋酒造　白岳しろ
- テレビ埼玉
- ベネッセコーポレーション こどもちゃれんじ
- 京セラ セパブル
- 日本製粉 天ぷらサクサクまかせて粉
- カルビー あら挽きえびせん
- ダイエー 2000年お歳暮
- セガ ピコ ハム太郎版
- 大同生命
- 日本経済新聞
- ミスタードーナツ マシュマロクッションプレゼント
- プレイステーション2 みんなのゴルフ
- アビバ
- トミー IQサプリDX
- コカコーラ FANTA
- EPSON　Offirio
- オリヒロ 「賢人の緑茶」
- かんぽう
- 洋館家本店
- 南都銀行　南都家の人々
- バリュークリエーション
- 三井住友カード
- ニコリオフラボス
- サンヨーホームズ

### 舞台

#### ハラホロシャングリラ
- 1989年7月「想像絶する300円の謎」キッドアイラックホール
- 1989年10月「君はバカを見たか？」キッドアイラックホール
- 1990年5月「シャカリキ」キッドアイラックホール
- 1991年8月「Poco-Adagio」渋谷109スタジオ
- 1992年7月「Staccato」シアターモリエール
- 1992年12月「ぬりたてのペンキ」原宿ラフォーレミュージアム
- 1993年7月「ちぐはぐ」シアターVアカサカ
- 1993年11月「考える人 」シアターモリエール
- 1994年6月「からっぽなクラゲ」シアターVアカサカ
- 1994年8月「いちばん大事なもの」シアターサンモール
- 1994年11月「不思議の環」新宿ヴィブランシアター
- 1995年3月「ただそれだけのこと」シアターサンモール
- 1995年7月「KEY WORDS」シアターモリエール
- 1995年12月「どうしようもないもの」シアターサンモール
- 1996年5月「からっぽなクラゲ'96」東京芸術劇場小ホール
- 1996年10月「われもの注意」シアターサンモール
- 1997年5月「ScrapBook」シアターサンモール
- 1997年11月「不思議の環2」シアターサンモール
- 1998年11月「Refresh Room」シアターサンモール
- 1999年6月「Rest Room」シアターサンモール
- 1999年11月「ただそれだけのこと」再演 シアターサンモール
- 1999年12月「ぬりたてのペンキ」再演 シアターサンモール
- 2000年1月「われもの注意」再演 シアターサンモール
- 2000年4月「ラジオ体操の朝」シアターサンモール
- 2000年11月「Duralumin Case」青山円形劇場
- 2001年5月「受付の女たち」シアターサンモール
- 2001年11月「あなたとホテルに来た理由」シアターサンモール
- 2002年5月「怖いのキライ！」シアターサンモール
- 2002年11月「ロマンチック」シアターサンモール
- 2003年8月「MISS」紀伊国屋ホール
- 2004年6月「受付の女たち'04」紀伊国屋ホール
- 2004年11月「ワンダーランド」紀伊国屋ホール
- 2005年6月「ジェスチャーゲーム」紀伊国屋サザンシアター
- 2005年11月「Duralumin Case〜Aプログラム」シアターサンモール
- 2006年6月「プラス／マイナス／ゼロ」紀伊国屋サザンシアター
- 2007年6月「われもの注意」再演 紀伊国屋サザンシアター
- 2007年11月「ロマンチック」再演 紀伊国屋ホール

#### パノラマ歓喜団
- 1987年12月　光の国のアリスたち　大塚ジェルスホール
- 1988年5月　幸福王壺吉の恋　タイニイアリス
- 1988年9月　まっぷたつなマリコ　六本木アトリエフォンティーヌ
- 1988年12月　讀本　極楽秘密倶楽部　渋谷ジァン・ジァン
- 1989年5月　神変極楽秘密倶楽部　六本木アトリエフォンティーヌ
- 1989年11月　ジャングル	渋谷ジァン・ジァン
- 1989年12月　プリイズ・イイト・ミイ　パノラマ歓喜館
- 1990年3月　春のサラサラ　ザ・スズナリ
- 1990年6月　ここをでていこう　シアターモリエール
- 1991年2月　泥棒先生　渋谷ジァン・ジァン

#### ファーストピック公演
- 2009年1月「バックヤード」東京芸術劇場小ホール

#### ボビボビプロデュース
- 2011年2月「汗はまだかける」ウッディーシアター中目黒

#### 夢工房企画
- 2013年1月「猫と針」乃木坂barコレド

#### 劇団野良犬弾
- 2019年6月「からゆきさんがゆく」上野ストアハウス
- 2020年3月「デビュタントの娘」　上野ストアハウス

#### バラライカ
- バラライカ 銀座小劇場
- バラライカ Live2　シアターモリエール

## 関連人物
- 杉田かおる - 高校時代の同級生だった[11]。